# Suara Timor Lorosa’e Corporation
Die Suara Timor Lorosae Corporation (STL Corporation) ist ein Medienunternehmen in Osttimor.

## Übersicht
Die STL Corporation ging aus der Tageszeitung Suara Timor Lorosae hervor. Zur Suara Timor Lorosae Corporation gehören außerdem der Fernsehsender TV-STL, der Radiosender STL Radio FM (RSTL), die Webplattform STL Online, das Timor Journalism Training Centre, Nuno-Malau Printing und die Dili Post.

## Belegschaft und Einrichtungen
Zur STL Corporation gehören 57 Mitarbeiter, 14 davon sind Frauen. Neben zwei Personen im Management arbeiten unter anderem 20 Journalisten auf allen Plattformen des Unternehmens, sechs bei Fernsehen, Radio und Online und sechs als Lokalreporter.
Generaldirektor, CEO und Chefredakteur der STL Corporation ist Salvador J. X. Soares (Stand Juli 2012).
Das Unternehmen verfügt über zwei Gebäude. Sie befinden sich in Surik Mas (Fatumeta, Bairro Pite, Dili). Das Hauptgebäude mit Management, Bücherei, Trainingszentrum und Ausstellungsräumen wurde 2005 mit Spenden der japanischen Regierung errichtet. Das zweite Gebäude von 2007 wurde von der finnischen Regierung finanziert und trägt den finnischen Namen Uuistallo News House. Im Erdgeschoss befinden sich Produktion und Druckerei, im Obergeschoss Nachrichtenraum, Nachbearbeitung, Fernseh- und Radiostudio.